# Peil

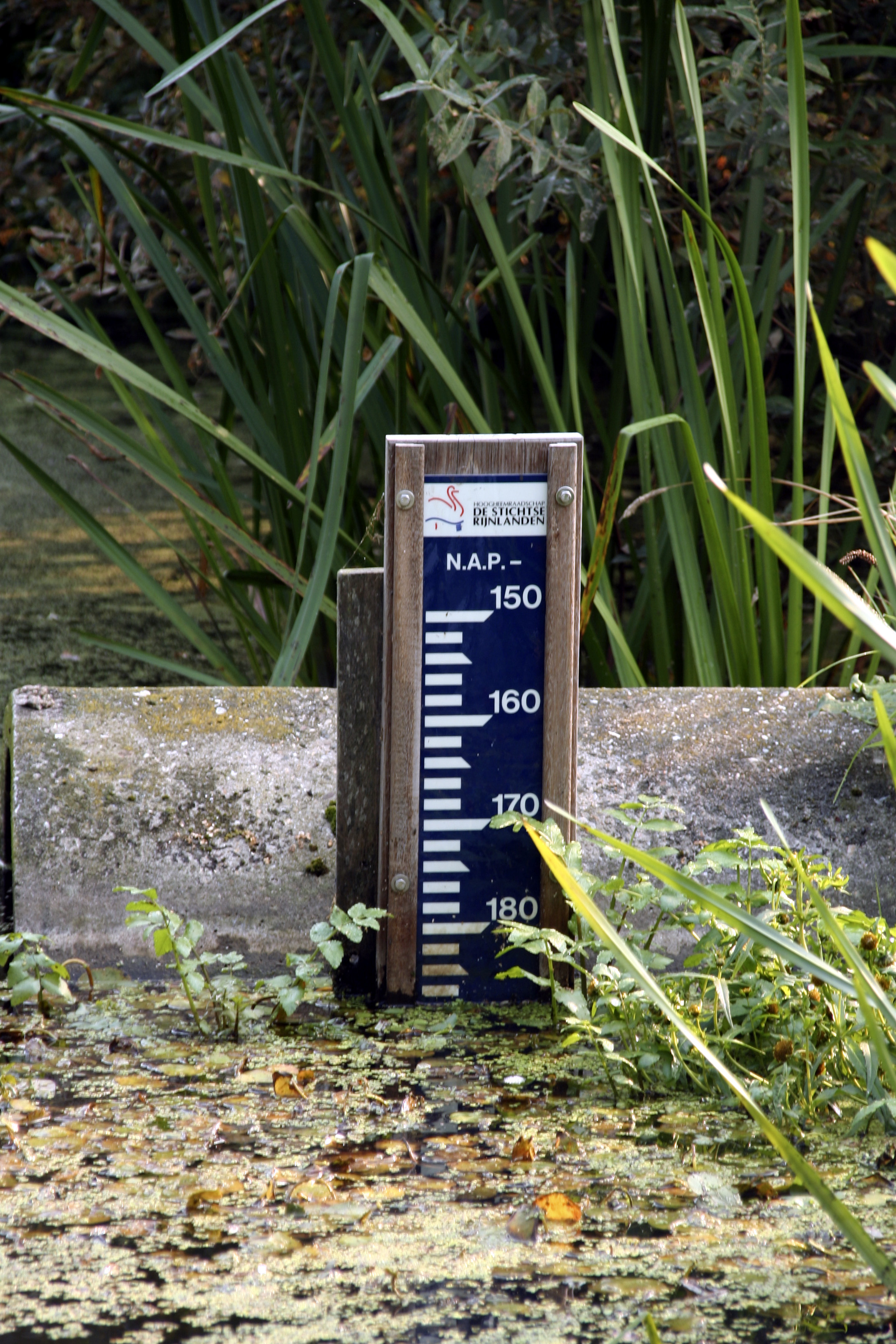
Peilschaal in Woerden. Het wateroppervlak staat op 188 cm onder NAP

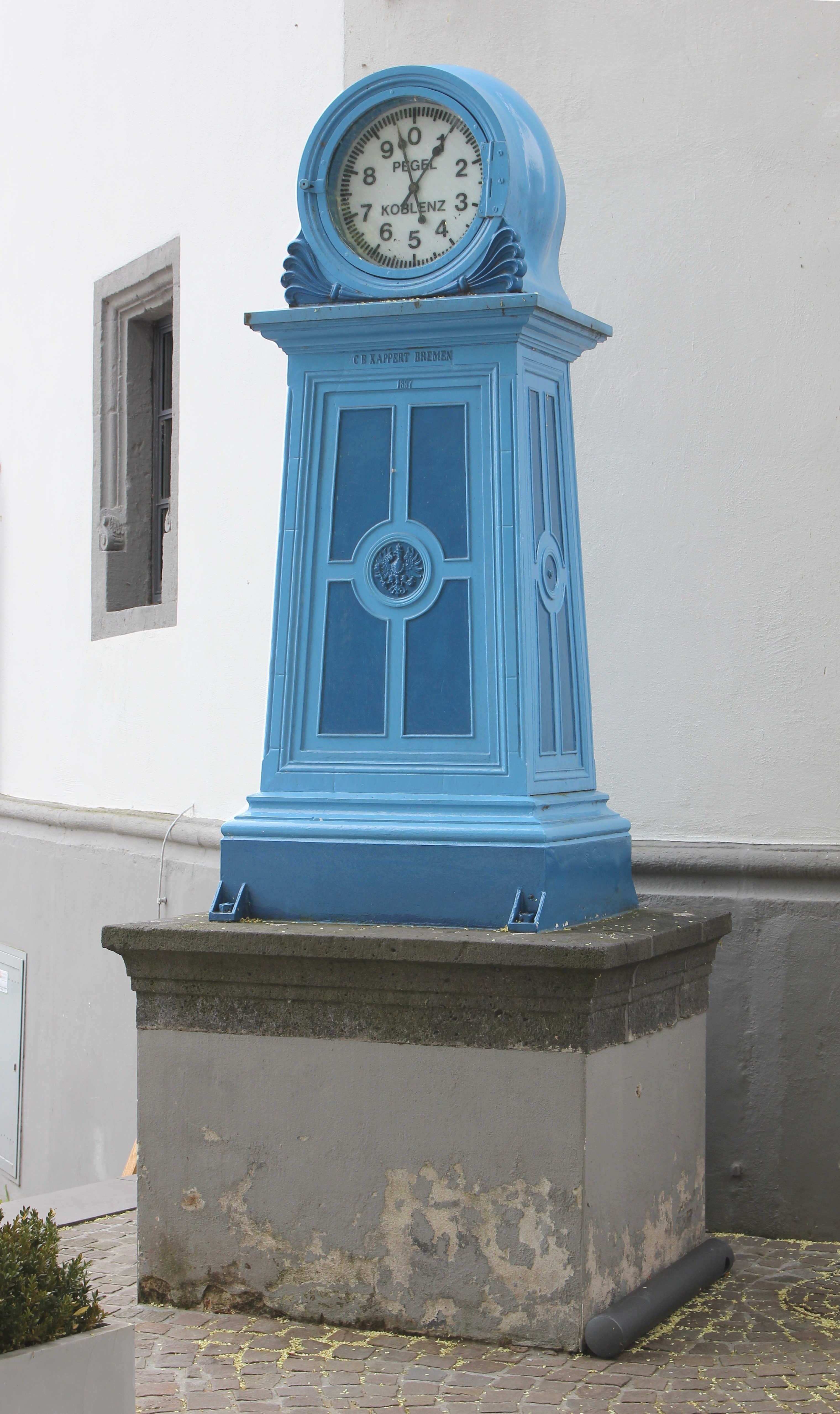
Waterpeilmeter in Koblenz

Het peil in een polder en het water eromheen (de boezem) is de door een waterschap gehandhaafde hoogte van de waterstand, het polderpeil (PP). Dit kan met behulp van gemalen, spuisluizen en stuwen. In een peilbesluit staat welke waterpeilen worden aangehouden in sloten, vaarten, kanalen en waterpartijen. 
Het waterpeil is de nagestreefde waarde voor de waterstanden ('streefpeil'). In de zomer is het peil in de polder vaak hoger ingesteld dan in de winter, omdat er in de zomer in de polder meer water nodig is. Daarom spreekt men in dit kader wel van zomerpeil en winterpeil. 
De waterstand is de actuele hoogte van het water en kan afgelezen worden op een peilschaal. Het kan betrekking hebben op zowel oppervlaktewater als grondwater. De waterstand wordt in België afgemeten aan de Tweede Algemene Waterpassing (TAW) en in Nederland gerelateerd aan het Normaal Amsterdams Peil (NAP).

## Boezempeil
Omdat water nu eenmaal tijd nodig heeft om ergens naartoe te stromen, is de waterstand achter in een polder vaak anders dan bij het gemaal. Omdat het water uit de polder naar de boezem wordt uitgeslagen en niet altijd meteen kan afvloeien, varieert ook daar de waterstand. Er wordt wel getracht deze waterstand binnen bepaalde grenzen te houden. Dit streefpeil heet boezempeil (BP), het niveau dat pas ontstaat in toestand van rust (als er geen stroming meer is).

## Kanaalpeil
Kanaalpeil (KP) is een peil met een afwijkend referentieniveau dat in een kanaal gebruikt wordt waarbij het streefpeil de nulhoogte is. Dit is voor scheepvaart handiger omdat schippers niet steeds hoeven te  berekenen hoe hoog de overspanningen boven het water zijn. Ze hoeven dan alleen te corrigeren voor afwijking van het kanaalpeil door bemaling en op- en afwaaïng.

## Stuwpeil
De grote rivieren hebben geen vast peil, maar als er een stuw in gebouwd is kent men daar wel een stuwpeil (SP).

## Ontwerppeil
Het peil waarvoor een waterkering ontworpen wordt, aan de kust bijv. een waterstand die een kans van voorkomen heeft van 1/10000 per jaar; langs de grote rivieren een waterstand die hoort bij een afvoer die een kans van voorkomen heeft van 1/1250 per jaar.

## Pegel bij watermolens

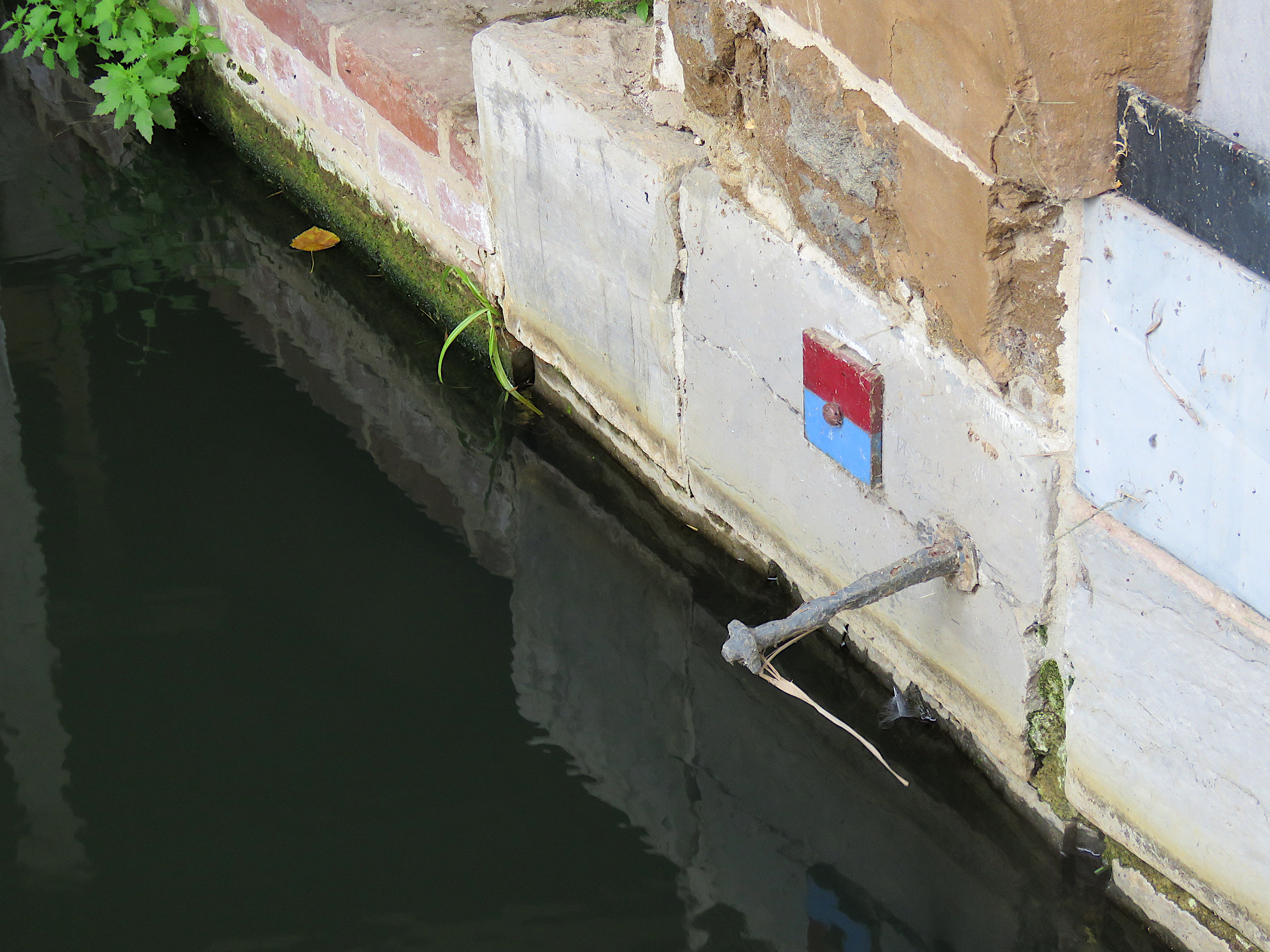
Oude pegel en nieuwe markering bij Abdijmolen Herkenrode Hasselt (B)

Een pegel was een naam in gebruik voor een peilmerk aan waterlopen dat van overheidswege aangebracht was om het hoogst toelaatbare waterpeil aan te geven. De peilpegel was een vaste markering. Dat merkteken kon een nagel (peilnagel), ijzeren staaf, - kruis of - bout zijn, of een ingemetselde steen, of een peilschaal: een metalen hoogteduiding met verschillende pegelhoogtes met een maximum peil in de winter en in de zomer. 
Voor watermolens is de naam pegel in gebruik geweest voor de aanduiding van het maximale waterpeil tot waar de watertoevoer voor het molenrad mocht opgestuwd worden. Voor de molenaar was het voordelig om door sluizen het waterpeil voor het malen hoog op de stuwen voor meer valhoogte voor een maximale stuwkracht op het molenrad. Vaak gaf het waterpeil voor de molen aanleiding tot conflicten tussen de molenaar en de eigenaars van omliggende beemden die te nat bleven of overstroomden. Daarom legde overheid een maximum pegelpeil vast waar de molenaar zich aan moest houden. 
Er werden landmeters aangesteld die de pegelmarkering moesten controleren en ijken.

## Andere peilen

### In de bouw
In de bouw is het 'peil' het horizontale vlak van waaruit alle hoogten in een gebouw worden bepaald. Meestal krijgt de bovenkant van de afgewerkte beganegrondvloer (of een punt op die hoogte) de hoogte nul. Tevens kan worden bepaald hoeveel deze vloer hoger of lager ligt dan NAP.

### Bij motoren
Bij motoren spreekt men o.a. van 'oliepeil', waarmee bedoeld wordt het niveau van de smeerolie in het carter. Dit niveau wordt dan bepaald met een peilstok en mag niet te hoog of te laag staan. In moderne motoren worden deze niveaus ook automatisch gemeten en de electronic control unit (ECU) geeft een waarschuwing als een peil onjuist is.

### Bij voertuigen
Vloeistoffen in een voertuig waarvan het peil kan worden vastgesteld zijn remvloeistof, hydraulische olie, motorolie, koelvloeistof en motorbrandstof.

## Overdrachtelijk
Peil wordt ook overdrachtelijk gebruikt in de zin van kwaliteit, bijvoorbeeld: "Het peil van een cabaretvoorstelling".